# Scutellospora cerradensis
Scutellospora cerradensis är en svampart som beskrevs av Spain & J. Miranda 1996. Scutellospora cerradensis ingår i släktet Scutellospora och familjen Gigasporaceae.   Inga underarter finns listade i Catalogue of Life.